# روغن معده

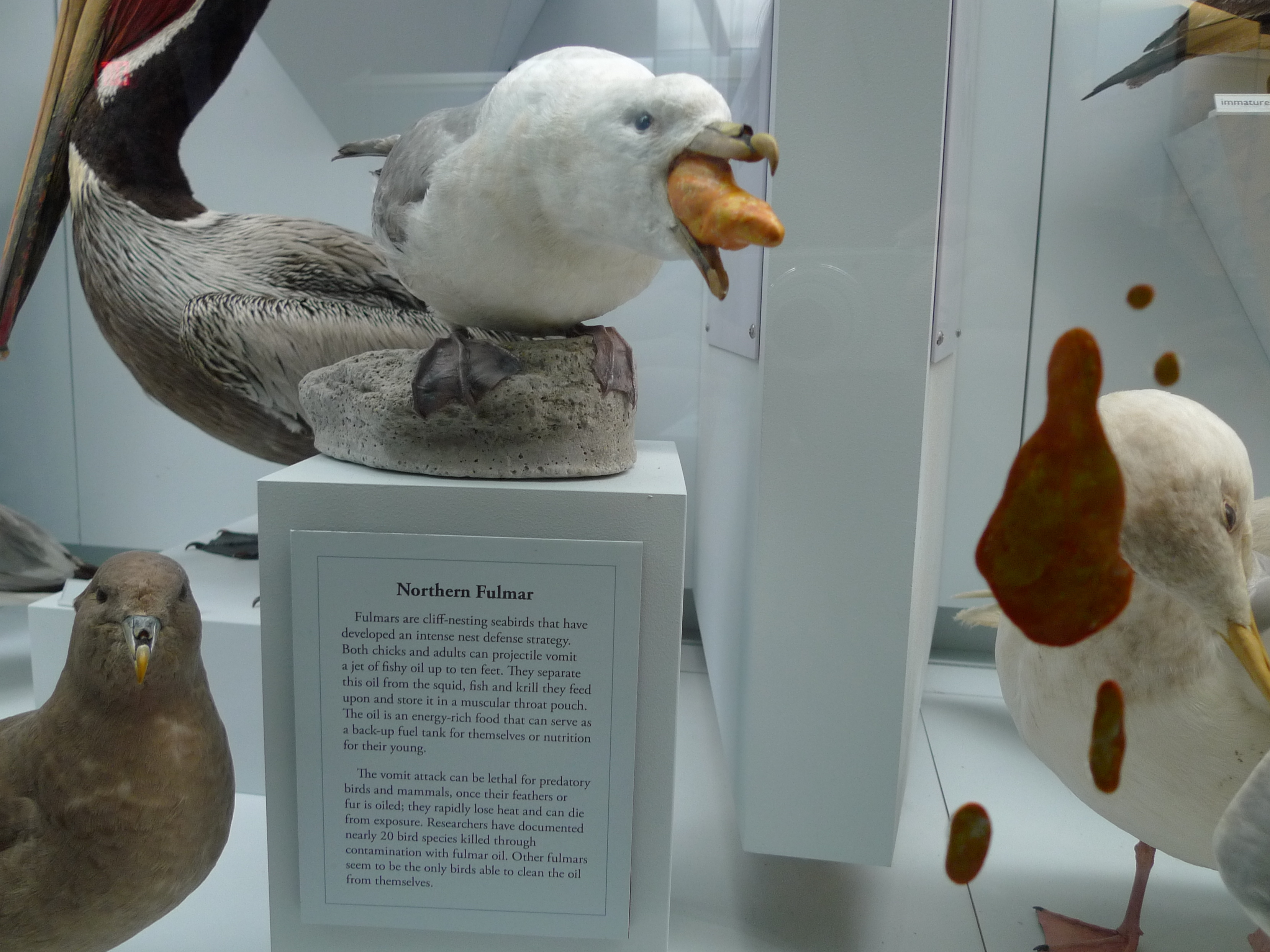
نمایش موزه‌ای که روغن معده فولمار شمالی را در موزه تاریخ طبیعی سانتا باربارا نشان می‌دهد.

روغن معده (به انگلیسی: Stomach oil) روغن سبک متشکل از  لیپیدهای رژیمی خنثی است که در پیش‌معده (پیش روده) پرندگان راسته کبوتردریایی‌سانان یافت می‌شود.
همه آلباتروس‌ها، کبوتردریاییان و مرغان توفان شمالی و مرغان توفان جنوبی از روغن استفاده می‌کنند. تنها کبوتردریایی‌سانان که این‌طور نیست، مرغ باران شیرجه‌زن هستند.
ترکیب شیمیایی روغن معده از گونه‌ای به گونه دیگر و بین افراد متفاوت است، اما تقریباً همیشه دارای استرهای موم و تری گلیسیرید است. دیگر ترکیبات موجود در روغن معده عبارتند از: گلیسرول اترها، پریستین و اسکوالن. روغن معده ویسکوزیته پایینی دارد و در صورت خنک شدن به موم سخت تبدیل می‌شود.